# Associazione Sportiva Roma 1993-1994
Questa voce raccoglie le informazioni riguardanti l'Associazione Sportiva Roma nelle competizioni ufficiali della stagione 1993-1994.

## Stagione

Il neoacquisto Abel Balbo, miglior marcatore giallorosso della stagione con 13 gol.

È il primo anno di Franco Sensi come presidente, che subentrò a novembre al posto di Ciro Di Martino, ed è il primo anno di Carlo Mazzone come allenatore. Dall'Udinese viene acquistato l'attaccante Abel Balbo, chiamato a sostituire Claudio Caniggia, squalificato per doping per l'intera stagione e che si rivelerà uno degli attaccanti più prolifici della storia giallorossa. A fine stagione la squadrà si classificò settima, in volata dopo un difficile inizio.

## Divise e sponsor
Lo sponsor tecnico è Adidas, lo sponsor ufficiale è Barilla. La prima divisa è costituita da maglia rossa con colletto a polo, pantaloncini rossi e calzettoni rossi, tutti e tre presentanti come decorazione le tre strisce Adidas in giallo, leggermente più chiaro rispetto alla precedente annata. In trasferta i Lupi usano una costituita da maglia bianca con colletto a polo, pantaloncini bianchi, calzettoni bianchi, tutti e tre presentanti come decorazione le tre strisce Adidas in giallorosso. I portieri usano due divise: la prima costituita da maglia rosa con colletto a polo nero, pantaloncini neri e calzettoni bianchi, la seconda da maglia nera con colletto a polo, pantaloncini calzettoni neri.
| Casa | Trasferta | 1ª portiere | 2ª portiere |

## Organigramma societario
Di seguito l'organigramma societario.
Area direttiva

Il nuovo allenatore Carlo Mazzone, Sor Magara

- Presidente: Ciro Di Martino poi da novembre Franco Sensi
- Vice presidente e Amministratore delegato: Ciro Di Martino

Area tecnica
- Direttore sportivo: Emiliano Mascetti
- Allenatore: Carlo Mazzone

## Rosa
Di seguito la rosa.
| N. |                    | Ruolo | Calciatore         |
| -- | ------------------ | ----- | ------------------ |
|    | Italia (bandiera)  | P     | Giovanni Cervone   |
|    | Italia (bandiera)  | P     | Giampaolo Di Magno |
|    | Italia (bandiera)  | P     | Fabrizio Lorieri   |
|    | Italia (bandiera)  | P     | Andrea Pazzagli    |
|    | Brasile (bandiera) | D     | Aldair             |
|    | Italia (bandiera)  | D     | Gianluca Festa     |
|    | Italia (bandiera)  | D     | Silvano Benedetti  |
|    | Italia (bandiera)  | D     | Amedeo Carboni     |
|    | Italia (bandiera)  | D     | Antonio Comi       |
|    | Italia (bandiera)  | D     | Luigi Garzya       |
|    | Italia (bandiera)  | D     | Gabriele Grossi    |
|    | Italia (bandiera)  | D     | Marco Lanna        |
|    | Italia (bandiera)  | D     | Emilio Pellegrino  |
|    | Italia (bandiera)  | D     | Lorenzo Stovini    |
|    | Italia (bandiera)  | C     | Bennati            |
|    | Italia (bandiera)  | C     | Daniele Berretta   |

| N. |                           | Ruolo | Calciatore                   |
| -- | ------------------------- | ----- | ---------------------------- |
|    | Italia (bandiera)         | C     | Daniele Betti                |
|    | Italia (bandiera)         | C     | Walter Bonacina              |
|    | Italia (bandiera)         | C     | Antonino Bernardini          |
|    | Italia (bandiera)         | C     | Massimiliano Cappioli        |
|    | Italia (bandiera)         | C     | Marco Caputi                 |
|    | Italia (bandiera)         | C     | Giuseppe Giannini (capitano) |
|    | Germania Ovest (bandiera) | C     | Thomas Hässler               |
|    | Jugoslavia (bandiera)     | C     | Siniša Mihajlović            |
|    | Italia (bandiera)         | C     | Giovanni Piacentini          |
|    | Italia (bandiera)         | C     | Alessio Scarchilli           |
|    | Argentina (bandiera)      | A     | Abel Balbo                   |
|    | Argentina (bandiera)      | A     | Claudio Caniggia             |
|    | Italia (bandiera)         | A     | Walter Lapini                |
|    | Italia (bandiera)         | A     | Roberto Muzzi                |
|    | Italia (bandiera)         | A     | Ruggero Rizzitelli           |
|    | Italia (bandiera)         | A     | Francesco Totti              |

## Calciomercato
Di seguito il calciomercato.

### Sessione estiva
| Acquisti | Acquisti           | Acquisti  | Acquisti               |
| R.       | Nome               | da        | Modalità               |
| -------- | ------------------ | --------- | ---------------------- |
| P        | Fabrizio Lorieri   | Ascoli    | definitivo (4 mld. ₤)  |
| P        | Andrea Pazzagli    | Bologna   | definitivo             |
| D        | Gabriele Grossi    | Lecce     | definitivo             |
| D        | Marco Lanna        | Sampdoria | definitivo (10 mld. ₤) |
| D        | Dario Rossi        | Ternana   | fine prestito          |
| C        | Daniele Berretta   | Vicenza   | fine prestito          |
| C        | Giampiero Maini    | Lecce     | fine prestito          |
| C        | Alessio Scarchilli | Lecce     | definitivo             |
| C        | Francesco Statuto  | Cosenza   | fine prestito          |
| A        | Abel Balbo         | Udinese   | definitivo (18 mld. ₤) |
| A        | Walter Lapini      | Siena     | definitivo             |

| Cessioni | Cessioni            | Cessioni  | Cessioni                |
| R.       | Nome                | a         | Modalità                |
| -------- | ------------------- | --------- | ----------------------- |
| P        | Patrizio Fimiani    | Avezzano  | definitivo              |
| P        | Giuseppe Zinetti    | Ascoli    | definitivo              |
| D        | Fabio Petruzzi      | Udinese   | definitivo              |
| D        | Dario Rossi         | Modena    | definitivo              |
| D        | Antonio Tempestilli | -         | fine carriera           |
| C        | Giampiero Maini     | Ascoli    | prestito                |
| C        | Fausto Salsano      | Sampdoria | definitivo (1,5 mld. ₤) |
| C        | Francesco Statuto   | Udinese   | comproprietà (2 mld. ₤) |
| C        | Steven Torbidoni    | Cagliari  | definitivo              |
| A        | Andrea Carnevale    | Udinese   | definitivo (2,1 mld. ₤) |

### Sessione autunnale
| Acquisti | Acquisti              | Acquisti | Acquisti              |
| R.       | Nome                  | a        | Modalità              |
| -------- | --------------------- | -------- | --------------------- |
| D        | Gianluca Festa        | Inter    | prestito              |
| C        | Massimiliano Cappioli | Cagliari | definitivo (5 Mld. £) |

| Cessioni | Cessioni        | Cessioni | Cessioni |
| R.       | Nome            | a        | Modalità |
| -------- | --------------- | -------- | -------- |
| D        | Gabriele Grossi | Bari     | prestito |
| A        | Roberto Muzzi   | Pisa     | prestito |

## Risultati

### Serie A

#### Girone di andata
| Arbitro: | Baldas (Trieste) |

|                         |           |  |
| Lorenzini 42’ Nappi 84’ | Marcatori |  |

| Arbitro: | Beschin (Legnago) |

|                     |           |             |
| Balbo 33’ Muzzi 81’ | Marcatori | 78’ Moeller |

| Udine 8 settembre 1993, ore 20:30 3ª giornata | Udinese         | 0 – 0 referto | Roma | Stadio Friuli (circa 19.000 spett.)\| Arbitro: \| Nicchi (Arezzo) \| |
| Arbitro:                                      | Nicchi (Arezzo) |               |      |                                                                      |

| Arbitro: | Cardona (Milano) |

|                             |           |                                   |
| Rizzitelli 45’ Bonacina 55’ | Marcatori | 25’ Buso 53’ Di Canio 67’ Ferrara |

| Arbitro: | Ceccarini (Livorno) |

|                    |           |  |
| Papin 45’ Nava 70’ | Marcatori |  |

| Arbitro: | Stafoggia (Pesaro) |

|                       |           |          |
| Balbo 52’ Hässler 65’ | Marcatori | 44’ Ganz |

| Arbitro: | Quartuccio (Torre Annunziata) |

|                  |           |                                   |
| S. Benedetti 48’ | Marcatori | 30’ (rig.) Dezotti 73’ A. Tentoni |

| Arbitro: | Collina (Viareggio) |

|  |           |           |
|  | Marcatori | 44’ Balbo |

| Arbitro: | Pairetto (Nichelino) |

|                |           |              |
| Piacentini 60’ | Marcatori | 78’ Di Mauro |

| Reggio Emilia 31 ottobre 1993, ore 15:00 10ª giornata | Reggiana              | 0 – 0 referto | Roma | Stadio comunale Mirabello (circa 14.000 spett.)\| Arbitro: \| Racalbuto (Gallarate) \| |
| Arbitro:                                              | Racalbuto (Gallarate) |               |      |                                                                                        |

| Roma 7 novembre 1993, ore 14:30 11ª giornata | Roma           | 0 – 0 referto | Foggia | Stadio Olimpico di Roma (circa 42.000 spett.)\| Arbitro: \| Luci (Firenze) \| |
| Arbitro:                                     | Luci (Firenze) |               |        |                                                                               |

| Arbitro: | Amendolia (Messina) |

|  |           |                     |
|  | Marcatori | 80’ Lanna 88’ Balbo |

| Arbitro: | Boggi (Salerno) |

|              |           |             |
| Oliveira 37’ | Marcatori | 73’ Hässler |

| Arbitro: | Baldas (Trieste) |

|                       |           |  |
| Comi 19’ Cappioli 75’ | Marcatori |  |

| Arbitro: | Nicchi (Arezzo) |

|             |           |  |
| Piovani 59’ | Marcatori |  |

| Arbitro: | Collina (Viareggio) |

|           |           |                |
| Balbo 14’ | Marcatori | 70’ Rubén Sosa |

| Arbitro: | Cesari (Genova) |

|                |           |                        |
| B. Carbone 65’ | Marcatori | 56’ (rig.) G. Giannini |

#### Girone di ritorno
| Arbitro: | Ceccarini (Livorno) |

|              |           |              |
| Cappioli 61’ | Marcatori | 40’ Skuhravý |

| Torino 16 gennaio 1994, ore 14:30 19ª giornata | Juventus         | 0 – 0 referto | Roma | Stadio delle Alpi (circa 44.000 spett.)\| Arbitro: \| Cardona (Milano) \| |
| Arbitro:                                       | Cardona (Milano) |               |      |                                                                           |

| Arbitro: | Pellegrino (Barcellona Pozzo di Gotto) |

|  |           |                      |
|  | Marcatori | 25’ Pizzi 38’ Branca |

| Arbitro: | Cesari (Genova) |

|                    |           |                  |
| Fonseca 89’ (rig.) | Marcatori | 57’ (rig.) Balbo |

| Arbitro: | Amendolia (Messina) |

|  |           |                         |
|  | Marcatori | 12’ Massaro 78’ Maldini |

| Arbitro: | Pairetto (Nichelino) |

|             |           |           |
| Saurini 80’ | Marcatori | 24’ Balbo |

| Arbitro: | Bazzoli (Merano) |

|                    |           |          |
| Maspero 34’ (rig.) | Marcatori | 9’ Balbo |

| Arbitro: | Boggi (Salerno) |

|  |           |                |
|  | Marcatori | 25’ R. Mancini |

| Arbitro: | Luci (Firenze) |

|            |           |  |
| Signori 7’ | Marcatori |  |

| Roma 13 marzo 1994, ore 15:00 27ª giornata | Roma               | 0 – 0 referto | Reggiana | Stadio Olimpico di Roma (circa 47.000 spett.)\| Arbitro: \| Rodomonti (Teramo) \| |
| Arbitro:                                   | Rodomonti (Teramo) |               |          |                                                                                   |

| Arbitro: | Trentalange (Torino) |

|                 |           |                 |
| De Vincenzo 16’ | Marcatori | 74’ G. Giannini |

| Arbitro: | Quartuccio (Torre Annunziata) |

|                                       |           |  |
| Rizzitelli 21’ Balbo 45’ Cappioli 58’ | Marcatori |  |

| Arbitro: | Beschin (Legnago) |

|                         |           |  |
| Rizzitelli 4’ Balbo 61’ | Marcatori |  |

| Arbitro: | Baldas (Trieste) |

|  |           |                     |
|  | Marcatori | 18’ Balbo 90’ Festa |

| Arbitro: | Pairetto (Nichelino) |

|                                                     |           |               |
| Rizzitelli 22’ Carannante 27’ (aut.) A. Carboni 38’ | Marcatori | 44’ Iacobelli |

| Arbitro: | Ceccarini (Livorno) |

|                              |           |                              |
| D. Fontolan 22’ N. Berti 70’ | Marcatori | 14’ G. Giannini 80’ Cappioli |

| Arbitro: | Luci (Firenze) |

|                        |           |  |
| Balbo 32’ Cappioli 64’ | Marcatori |  |

### Coppa Italia

#### Turni preliminari
| Arbitro: | Amendolia (Messina) |

|               |           |           |
| Simonetta 67’ | Marcatori | 26’ Balbo |

| Arbitro: | Boggi (Salerno) |

|                |           |  |
| Piacentini 28’ | Marcatori |  |

#### Fase finale
| Arbitro: | Luci (Firenze) |

|                          |           |                 |
| Lombardo 45’ Salsano 75’ | Marcatori | 2’ S. Benedetti |

| Arbitro: | Stafoggia (Pesaro) |

|                                                                         |                      |                                                                         |
| Cappioli 5’, 51’                                                        | Marcatori            | 38’ (rig.) Platt                                                        |
| Comi Cappioli A. Carboni Festa G. Giannini Bonacina S. Benedetti Garzya | Tiri di rigore 6 – 7 | Platt Gullit Evani Vierchowod R. Mancini Lombardo N. Amoruso M. Mannini |

## Statistiche
Di seguito le statistiche di squadra.

### Statistiche di squadra
| Competizione | Punti | In casa | In casa | In casa | In casa | In casa | In casa | In trasferta | In trasferta | In trasferta | In trasferta | In trasferta | In trasferta | Totale | Totale | Totale | Totale | Totale | Totale | D.R. |
| Competizione | Punti | G       | V       | N       | P       | Gf      | Gs      | G            | V            | N            | P            | Gf           | Gs           | G      | V      | N      | P      | Gf     | Gs     | D.R. |
| ------------ | ----- | ------- | ------- | ------- | ------- | ------- | ------- | ------------ | ------------ | ------------ | ------------ | ------------ | ------------ | ------ | ------ | ------ | ------ | ------ | ------ | ---- |
| Serie A      | 35    | 17      | 7       | 5       | 5       | 22      | 16      | 17           | 3            | 10           | 4            | 13           | 14           | 34     | 10     | 15     | 9      | 35     | 30     | +5   |
| Coppa Italia | -     | 2       | 2       | 0       | 0       | 3       | 1       | 2            | 0            | 1            | 1            | 2            | 3            | 4      | 2      | 1      | 1      | 5      | 4      | +1   |
| Totale       |       | 19      | 9       | 5       | 5       | 25      | 17      | 19           | 3            | 11           | 5            | 15           | 17           | 38     | 12     | 16     | 10     | 40     | 34     | +6   |

### Andamento in campionato
| Giornata  | 1  | 2 | 3  | 4  | 5  | 6  | 7  | 8  | 9  | 10 | 11 | 12 | 13 | 14 | 15 | 16 | 17 | 18 | 19 | 20 | 21 | 22 | 23 | 24 | 25 | 26 | 27 | 28 | 29 | 30 | 31 | 32 | 33 | 34 |
| --------- | -- | - | -- | -- | -- | -- | -- | -- | -- | -- | -- | -- | -- | -- | -- | -- | -- | -- | -- | -- | -- | -- | -- | -- | -- | -- | -- | -- | -- | -- | -- | -- | -- | -- |
| Luogo     | T  | C | T  | C  | T  | C  | C  | T  | C  | T  | C  | T  | T  | C  | T  | C  | T  | C  | T  | C  | T  | C  | T  | T  | C  | C  | C  | T  | C  | C  | T  | C  | T  | C  |
| Risultato | P  | V | N  | P  | P  | V  | P  | V  | N  | N  | N  | V  | N  | V  | P  | N  | N  | N  | N  | P  | N  | P  | N  | N  | P  | P  | N  | N  | V  | V  | V  | V  | N  | V  |
| Posizione | 11 | 6 | 10 | 11 | 15 | 10 | 12 | 11 | 10 | 11 | 11 | 10 | 10 | 8  | 10 | 10 | 9  | 9  | 9  | 10 | 9  | 11 | 11 | 11 | 11 | 12 | 13 | 14 | 14 | 9  | 8  | 7  | 8  | 7  |

Legenda:

Luogo: C = Casa; T = Trasferta. Risultato: V = Vittoria; N = Pareggio; P = Sconfitta.

### Statistiche dei giocatori
Di seguito le statistiche dei giocatori.
| Giocatore     | Serie A  | Serie A | Serie A     | Serie A    | Coppa Italia | Coppa Italia | Coppa Italia | Coppa Italia | Totale   | Totale | Totale      | Totale     |
| Giocatore     | Presenze | Reti    | Ammonizioni | Espulsioni | Presenze     | Reti         | Ammonizioni  | Espulsioni   | Presenze | Reti   | Ammonizioni | Espulsioni |
| ------------- | -------- | ------- | ----------- | ---------- | ------------ | ------------ | ------------ | ------------ | -------- | ------ | ----------- | ---------- |
| G. Cervone    | 14       | -8      | 1           | 0          | 1            | -0           | 0+           | 0+           | 15       | -8     | 1+          | 0+         |
| G. Di Magno   | -        | -       | -           | -          | -            | -            | -            | -            | -        | -      | -           | -          |
| F. Lorieri    | 20       | -22     | 2           | 0          | 3            | -4           | 0+           | 0+           | 23       | -26    | 2+          | 0+         |
| A. Pazzagli   | 0        | -0      | 0           | 0          | 0            | -0           | 0+           | 0+           | 0        | -0     | 0+          | 0+         |
| Aldair        | 12       | 0       | 1           | 0          | -            | -            | -            | -            | 12       | 0      | 1           | 0          |
| G. Festa      | 21       | 1       | 6           | 1          | 2            | 0            | 0+           | 0+           | 23       | 1      | 6+          | 1+         |
| S. Benedetti  | 9        | 1       | 3           | 0          | 3            | 1            | 0+           | 0+           | 12       | 2      | 3+          | 0+         |
| A. Carboni    | 32       | 1       | 5           | 0          | 3            | 0            | 1+           | 0+           | 35       | 1      | 6+          | 0+         |
| A. Comi       | 13       | 1       | 1           | 0          | 3            | 0            | 0+           | 0+           | 16       | 1      | 1+          | 0+         |
| L. Garzya     | 26       | 0       | 1           | 0          | 3            | 0            | 0+           | 0+           | 29       | 0      | 1+          | 0+         |
| G. Grossi     | 4        | 0       | 0           | 0          | 1            | 0            | 0+           | 0+           | 5        | 0      | 0+          | 0+         |
| M. Lanna      | 26       | 1       | 2           | 0          | 1            | 0            | 0+           | 0+           | 27       | 1      | 2+          | 0+         |
| E. Pellegrino | 0        | 0       | 0           | 0          | 0            | 0            | 0+           | 0+           | 0        | 0      | 0+          | 0+         |
| L. Stovini    | -        | -       | -           | -          | -            | -            | -            | -            | -        | -      | -           | -          |
| Bennati       | -        | -       | -           | -          | 0            | 0            | 0+           | 0+           | 0        | 0      | 0+          | 0+         |
| D. Berretta   | 17       | 0       | 4           | 1          | 4            | 0            | 1+           | 0+           | 21       | 0      | 5+          | 1+         |
| D. Betti      | -        | -       | -           | -          | 0            | 0            | 0+           | 0+           | 0        | 0      | 0+          | 0+         |
| W. Bonacina   | 24       | 1       | 6           | 2          | 3            | 0            | 1+           | 0+           | 27       | 1      | 7+          | 2+         |
| A. Bernardini | 0        | 0       | 0           | 0          | -            | -            | -            | -            | 0        | 0      | 0           | 0          |
| M. Cappioli   | 24       | 5       | 2           | 0          | 2            | 2            | 0+           | 0+           | 26       | 7      | 2+          | 0+         |
| M. Caputi     | -        | -       | -           | -          | -            | -            | -            | -            | -        | -      | -           | -          |
| G. Giannini   | 26       | 3       | 11          | 1          | 3            | 0            | 0+           | 0+           | 29       | 3      | 11+         | 1+         |
| T. Hässler    | 30       | 2       | 3           | 0          | 2            | 0            | 0+           | 0+           | 32       | 2      | 3+          | 0+         |
| S. Mihajlovic | 25       | 0       | 6           | 0          | 3            | 0            | 1+           | 0+           | 28       | 0      | 7+          | 0+         |
| G. Piacentini | 25       | 1       | 5           | 1          | 2            | 1            | 0+           | 0+           | 27       | 2      | 5+          | 1+         |
| A. Scarchilli | 19       | 0       | 0           | 0          | 3            | 0            | 0+           | 0+           | 22       | 0      | 0+          | 0+         |
| A. Balbo      | 30       | 12      | 3           | 0          | 2            | 1            | 0+           | 0+           | 32       | 13     | 3+          | 0+         |
| C. Caniggia   | -        | -       | -           | -          | -            | -            | -            | -            | -        | -      | -           | -          |
| W. Lapini     | 0        | 0       | 0           | 0          | 1            | 0            | 0+           | 0+           | 1        | 0      | 0+          | 0+         |
| R. Muzzi      | 5        | 1       | 0           | 0          | 1            | 0            | 0+           | 0+           | 6        | 1      | 0+          | 0+         |
| R. Rizzitelli | 24       | 4       | 2           | 0          | 3            | 0            | 0+           | 0+           | 27       | 4      | 2+          | 0+         |
| F. Totti      | 8        | 0       | 0           | 0          | 2            | 0            | 0+           | 0+           | 10       | 0      | 0+          | 0+         |

## Giovanili

### Piazzamenti
- Primavera: 
  - Campionato Primavera:
  - Coppa Italia Primavera: Vincitore
  - Torneo di Viareggio: Semifinalista